# Viminella glabra
Viminella glabra is een zachte koraalsoort uit de familie Ellisellidae. De koraalsoort komt uit het geslacht Viminella. Viminella glabra werd in 1999 voor het eerst wetenschappelijk beschreven door Grasshoff. 